# Marimar
Marimar é uma telenovela mexicana produzida pela Televisa e exibida pelo Las Estrellas entre 31 de janeiro a 26 de agosto de 1994, substituindo Valentina e antecedendo Imperio de cristal em 149 capítulos. É a segunda telenovela da chamada Trilogía de las Marías.
A história baseou-se na telenovela venezuelana La indomable, de 1974, de Inés Rodena, adaptada por Carlos Romero que, por sua vez, foi baseada na radionovela La indomable.
Foi protagonizada por Thalía e Eduardo Capetillo e antagonizada por Chantal Andere, Alfonso Iturralde, Guillermo García Cantú, Marcelo Buquet e Amairani com participação de Ada Carrasco, Tito Guízar e Julia Marichal.
É considerada como uma das novelas que mais fez sucesso no mundo. Exibida em mais de 175 países, a trama quebrou recordes de audiência no mundo inteiro, chegando a liderar no Brasil na reprise do SBT em 2011. Em Portugal foi exibida pela RTP1 em 1995. Nas Filipinas, a trama foi um fenômeno  e acabou ganhando duas adaptações.

## Antecedentes
Marimar é a segunda telenovela da Trilogía de las Marías, a qual foi iniciada em 1992 com María Mercedes e finalizada por María la del Barrio, de 1995. Estas telenovelas têm em comum o fato de terem sido protagonizadas pela cantora e atriz mexicana Thalía. Em todas elas, Thalía interpreta uma moça muito pobre e ignorante, de nome Maria. Outros pontos em comum são o de serem baseadas em produções venezuelanas das décadas de 1970 e 1980, escritas pela cubana Inés Rodena (1905-1985), que se basearam em radionovelas anteriormente escritas por ela, e de contarem com a produção de Beatriz Sheridan e de Valentín Pimstein.

## Enredo
Marimar (Thalía) é uma jovem muito humilde que vive em San Martin da Costa, um pequeno povoado de pescadores junto ao mar. Marimar é simples, analfabeta, trabalha o dia todo com atividades relacionadas a pesca, usa roupas simples e é inocente. Ela, no entanto, vê sua vida mudar quando conhece Sérgio, filho de um rico fazendeiro. Sergio Santebañes é filho único de uma renomada família de uma pequena cidade ao lado do povoado. Seu único sonho é receber a herança deixada pela sua mãe, a fazenda Santibañes. A vida desses jovens se cruzam em uma complicada história de amor e vingança.
Ignorante e selvagem, Marimar nunca pôde estudar, mora junto a seus avós e seu fiel cachorro "Pulguento" numa choupana à beira-mar. Ela nunca conheceu o pai e sofre por isso. Sua mãe morreu quando ela era bem pequena e ela nem se lembra muito bem dela. Quando Marimar conhece Sérgio, se apaixona perdidamente. A madrasta de Sérgio, Angélica, vive humilhando Marimar por causa de sua inocência e por ser muito pobre. Sérgio, para se vingar do pai e da madrasta Angélica, passa a seduzir Marimar, que acredita em suas falsas promessas. Ele se casa com Marimar apenas para ter a herança, pois o que ele quer é usá-la somente. Ele a leva para viver na luxuosa e cara fazenda Santibañes. Seu pai e sua madrasta sentem raiva e vergonha de Marimar por ela nem saber se sentar à mesa direito. Irada, Angélica não poupa maldades para com a jovem recém-casada, a fazendo de empregada e a humilhando de todas as formas.
Marimar passa a ser infeliz no casamento e até apanha do marido. Sérgio a abandona e vai para a capital para cumprir o seu contrato de jogador de futebol e curtir a vida como solteiro, prometendo a Marimar que iria buscá-la para ela morar com ele na capital. Enquanto isso, a vida de Marimar se torna um inferno nas mãos de Angélica. Em um dos atos de maldade, Angélica manda Marimar retirar um colar da lama com os dentes. Logo após, a jovem é acusada de roubo por Angélica e acaba sendo presa. Na prisão, Marimar começa a sofrer horrores e descobre que está sozinha no mundo pois Angélica manda o capataz Nicanor queimar a choupana aonde moravam seus avós, que morrem carbonizados. 
Quando Marimar sai da prisão, onde sofreu horrores, meses depois, parte para a capital e, lá, descobre estar esperando um filho de Sérgio. Na cidade grande, a jovem começa a trabalhar na casa do rico Gustavo Aldama, para sustentar seu filho, pois tem certeza de que será mãe solteira e analfabeta e nem terá condição de dar uma vida boa ao filho ou a filha que virá. Gustavo Aldama tem uma admiração muito forte por Marimar e, com isso, decide alfabetizá-la, com aulas de etiqueta, idioma e boas maneiras, e a transforma em uma dama da sociedade, muito rica e poderosa, assumindo uma nova identidade, Bella Aldama.
Tia Esperança, através de uma certidão de nascimento, descobre que aquela jovem era a filha que Gustavo a tanto tempo procurava. Bella Aldama começa a trabalhar no Clube Vale Encantado, onde vivem os que ela considera seus inimigos: Brenda Icaza e Bernardo Duarte. Bella revela a sua verdadeira identidade: seu pai é Gustavo Aldama. Com isso, seu pai sofre ataques cardíacos, chegando a ficar internado no hospital, onde falece dias depois, deixando toda a sua herança para sua filha.
Bernardo decide vender a sua parte do clube e assim, ele viaja para a Europa e Brenda fica no Valle Encantado ajudando Marimar com a sua vingança. Quando Natália tenta matar Marimar, Brenda salva sua vida impedindo que o tiro acerte Marimar. Apesar de Brenda ajudá-la, ela a aconselhava a não  seguir com sua vingança, porque isso seria muito prejudicial para ela e sua filha.
Muitos anos se passam, e Bella cria, sozinha, a filha que teve com Sérgio, que, a essa altura, está rico e poderoso, vivendo como solteiro. Ela é uma mulher muito chique e fina, mas nunca mais teve homem nenhum e tem más lembranças de seu passado, odiando a família Santibañes e querendo vingança. Um dia, por acaso, ela reencontra Sérgio e seu único objetivo passa a ser vingar-se dele e de sua família, principalmente Angélica, que tanto a humilhou. Um dia, Angélica fica sabendo por Sérgio de que Bella Aldama, na verdade, era a Marimar, e também tenta ficar longe dela, porque ela sabe que Marimar quer se vingar dela e que não vai perdoá-la por todo o mal que ela fez quando Marimar era pobre. Um dia, Marimar acaba se vingando de Angélica fazendo ela tirar as promissórias da fazenda da lama com os dentes e, para encerrar sua vingança, a rica herdeira usa todo o seu dinheiro e influência para ficar com a fazenda Santibañes e jogar isso na cara de Sérgio. Ela passa a humilhá-lo e desprezá-lo. Ele fica na miséria e passa a ser empregado da poderosa Bella Aldama. O tempo passa e Sérgio descobre a filha que ambos tiveram e, arrependido pelo abandono, tenta reconquistar a doce e pura Marimar, que ainda vive no coração da poderosa e arrogante Bella Aldama.
Angélica sofre um terrível acidente de carro e sofre queimaduras graves parecendo não se arrepender do mal que fez a Marimar e, em seu leito de morte, pede, a Renato, que ele se vingue de Marimar no lugar dela. Assim, Angélica acaba morrendo. Marimar acaba sabendo de que Sérgio vai se casar com Inocência, então ela vai até o casamento para fazer um escândalo dizendo que Sérgio está se casando com Inocência por causa do dinheiro. Depois do escândalo, Marimar é expulsa. Semanas depois, Inocência descobre que Sérgio secretamente é apaixonado por Marimar e que quer se reconciliar com ela. Inocência, sabendo que isso ia acontecer, tenta fazer Marimar ficar longe de Sérgio. Inocência descobre que tem um tumor no cérebro e, depois de se recuperar da dor, pede perdão a Marimar e deixa o caminho livre pra Sérgio. Depois desses acontecimentos, Sérgio e Marimar se reconciliam, e se casam na igreja.

## Elenco

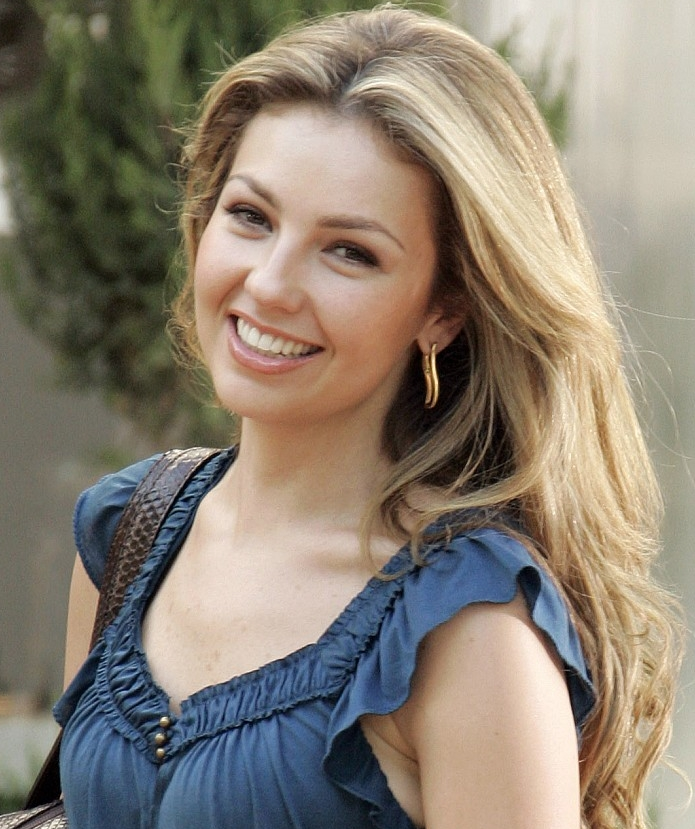
Thalía interpreta a protagonista da trama, "Marimar".

| Ator                   | Personagem                                                                         |
| ---------------------- | ---------------------------------------------------------------------------------- |
| Thalía                 | María do Mar Pérez Santibáñez / Maria do Mar Aldama Perez / Bella Aldama (Marimar) |
| Thalía                 | Guadalupe Perez                                                                    |
| Eduardo Capetillo      | Sergio Santibáñez                                                                  |
| Chantal Andere         | Angélica Narváez Santibáñez                                                        |
| Alfonso Iturralde      | Renato Santibañez                                                                  |
| René Muñoz             | Padre Torres (Padre Porres)                                                        |
| Luis Gatica            | Jesus (Chuy) López                                                                 |
| Kenia Gazcón           | Antonieta Narváez López                                                            |
| Frances Ondiviela      | Brenda Icaza                                                                       |
| Amairani               | Natália Montenegro                                                                 |
| Marcelo Buquet         | Rodolfo San Genis                                                                  |
| Miguel Palmer          | Gustavo Aldama                                                                     |
| Ada Carrasco           | Mamãe Cruz                                                                         |
| Tito Guízar            | Papai Chico (Papá Pancho)                                                          |
| Guillermo García Cantú | Bernardo Duarte                                                                    |
| Pituka de Foronda      | Esperança Aldama                                                                   |
| Rafael del Villar      | Estevão (Estevan)                                                                  |
| Daniel Gauvry          | Arthur Galvão (Arturo)                                                             |
| Nicky Mondellini       | Gema                                                                               |
| Toño Infante           | Nicanor Mejía (Nicandro) / Nazário Mejía                                           |
| Julia Marichal         | Coração                                                                            |
| Marisol Santacruz      | Mônica de la Colina                                                                |
| Marta Zamora           | Perfecta                                                                           |
| Indra Zuno             | Inocência de Castillo y Corcuera                                                   |
| Martha Ofelia Galindo  | Josefina Nádia                                                                     |
| Ricardo Blume          | Governador Fernando Montenegro                                                     |
| Ana Luisa Peluffo      | Selva                                                                              |
| Juan Carlos Serrán     | Ulisses                                                                            |
| Serrana                | Aline (Alina)                                                                      |
| Fernando Colunga       | Adrián Rosales                                                                     |
| Rosángela Balbo        | Eugenia                                                                            |
| Hortensia Clavijo      | Barata (La Cucaracha)                                                              |
| Meche Barba            | Dona Florinda (Clorinda)                                                           |
| Patricia Navidad       | Isabel Estrada                                                                     |
| Armando Calvo          | Gaspar                                                                             |
| Lucero Lander          | Helena Zavala                                                                      |
| Sara Montes            | Edelmira                                                                           |
| Alejandra Ley          | Guadalupe (Lupita)                                                                 |
| Rafael Bazán           | Cumino                                                                             |
| Jéssica Macedo         | Ana                                                                                |
| Claudia Ortega         | Prudência                                                                          |
| Gabriela Carvajal      | Hermínia                                                                           |
| Alice do Lago          | Crescencia                                                                         |
| Mauricio Ferrari       | Dr. Welter                                                                         |
| Alberto Chávez         | Ricardo                                                                            |
| Ricardo Vera           | Roberto Pilastre                                                                   |
| Carlos Becerril        | voz do cachorro Pulguento Pedro Eugênio                                            |
| María Fernanda Morales | voz das cadelinhas Mimi e Fifi Flavia Saddy e Gabriela Bicalho                     |
| Agustín Manzo          | ele mesmo                                                                          |
| Manuel Negrete Arias   | ele mesmo                                                                          |
| Julio Canessa          | ele mesmo                                                                          |

## Exibição

### No México
Las Estrellas
Foi exibida originalmente entre 31 de janeiro e 26 de agosto de 1994, em 149 capítulos com duração de 30 minutos com intervalos.
Foi reprisada pela primeira vez pelo seu canal original entre 21 de julho a 24 de outubro de 1997 substituindo Quinceañera e sendo substituída por María la del Barrio.
Foi reprisada pela segunda vez entre 13 de outubro a 26 de dezembro de 2008 substituindo María la del Barrio e sendo substituída por Camila
Foi reprisada pela terceira vez pelo seu canal original entre 24 de janeiro a 24 de março de 2023 em 44 capítulos,substituindo María la del Barrio e sendo substituída por Soñadoras, às 14h30.
TLNovelas
Foi reprisada pela primeira vez pelo canal TLNovelas entre 29 de junho a 08 de outubro de 1998.

### No Brasil
Foi exibida primeiramente no Brasil pelo SBT, de 21 de novembro de 1996 a 18 de fevereiro de 1997, substituindo Maria Mercedes, e sendo substituída por Maria do Bairro. Nessa exibição, teve média semanal de 17 pontos no Ibope.
O SBT tentou reprisar a telenovela pela primeira vez entre 25 de maio a 6 de junho de 1998. A trama foi interrompida no capítulo 12 devido à Copa do Mundo, sem retorno.
Foi apresentada pela segunda vez pelo SBT, na íntegra, entre 5 de janeiro a 30 de julho de 2004, em 150 capítulos, substituindo Chaves e antecedendo Maria do Bairro. A reprise foi um sucesso e alcançou 11 pontos de média, sendo a telenovela com mais audiência da emissora após o fim de Canavial de Paixões.
Foi exibida pela Rede CNT, entre 20 de abril a 4 de setembro de 2009, em 125 Capítulos. Substituindo Sonhos e Caramelos, e sendo substituída por A Outra.
Foi apresentada pela terceira vez pelo SBT entre 17 de outubro de 2011 a 10 de fevereiro de 2012, em 83 capítulos, substituindo Uma Rosa com Amor, e antecedendo a mais uma reprise de Maria do Bairro. Nessa exibição, um capítulo atingiu o primeiro lugar de audiência, em 12 de dezembro de 2011.
Foi exibida pelo canal pago TLN Network entre 3 de dezembro de 2012 a 14 de março de 2013 substituindo Por teu amor e sendo substituída por Ambição.
Foi apresentada pela quarta vez pelo SBT entre 10 de junho a 23 de setembro de 2013, em 76 capítulos, substituindo Rosalinda, e sendo substituída por mais uma reprise de Maria do Bairro.
Foi exibida pela segunda vez pelo TLN Network entre 7 de março a 16 de junho de 2016 substituindo Maria do bairro e sendo substituída por Ambição.
Nove anos após sua última passagem pela TV brasileira, o canal de TV por assinatura Viva anunciou uma nova exibição da trama, sendo exibida na íntegra entre 15 de março de 2022 e 24 de junho de 2022, em 74 capítulos, sendo substituída por A Usurpadora, às 20h30. Nesta transmissão, foi ao ar em capítulos duplos de meia hora, com reprises às 3h da madrugada e 9h30 da manhã e maratona aos sábados a partir das 7h30, sendo a primeira novela latina a ser exibida pelo canal. Inicialmente, a trama foi anunciada para estrear na faixa das 19h30, mas uma mudança posterior inverteu seu horário com a faixa das minisséries, entrando às 20h30 após o fim da reprise de A Casa das Sete Mulheres. Em 25 de março, o Ministério da Justiça reclassificou a novela para não recomendada para menores de 14 anos, por conter violência, drogas lícitas e linguagem imprópria. O ministério também acrescenta que as cenas de violência são recorrentes e que o preconceito permeia toda a obra.
Foi exibida pela terceira vez pelo canal pago TLN Network entre 04 de dezembro de 2023 a 15 de março de 2024 substituindo Maria do Bairro e sendo substituída por Sigo Te Amando.

#### Outras mídias
Esteve disponível na integra pela plataforma de streaming Globoplay, com a primeira parte disponibilizada em 23 de agosto de 2021 e a segunda parte em 28 de setembro de 2021, ficando disponível até 31 de agosto de 2025.

### Em Portugal
Foi exibida em Portugal pela RTP1 entre 05 de junho a 29 de setembro de 1995.

## Perfil dos personagens
- María del Mar Pérez (Marimar) / Bella Aldama (Thalía) — Jovem moça que mora na praia, bonita e meiga, mas um pouco rebelde. Foi criada por seus avós humildes. Ela se apaixona por Sérgio, mas é traída por ele e odiada pela família do rapaz. Logo sua vida muda e ela decide se vingar das pessoas que a humilharam no passado.
- Sérgio Santibañez (Eduardo Capetillo) — Bonito e charmoso, ele deixou a universidade para seguir seu amor pelo futebol. Espera pegar o dinheiro que recebeu de herança da fazenda de sua mãe para gastar com festas e mulheres. Usa Marimar para aborrecer seu pai e sua madrasta. Seus sentimentos por Marimar se transformam ao longo do tempo e seu amor por ela se torna avassalador. Deseja se tornar um grande jogador de futebol.
- Mamãe Cruz (Ada Carrasco) — Avó de Marimar, ela sempre morou com o marido e a neta. É uma mulher adorável, que divide um segredo com seu marido sobre a vida de Marimar.
- Papai Chico (Tito Guízar) — Avô de Marimar e marido de Vovó Cruz. Por conta de sua idade avançada, ele é doente e incapacitado para trabalhar, o que o impossibilita de sustentar sua família.
- Gustavo Aldama (Miguel Palmer) — Milionário, ele não é um vilão mas tem um caráter muito fraco. No passado foi obrigado a abandonar a mãe de sua filha. Com muitos arrependimentos, ele tenta superar a dor com o amor de Marimar que sem saber é sua própria filha.
- Renato Santibañez (Alfonso Iturralde) — Pai de Sérgio, ele é um homem repleto de bons sentimentos mas sempre faz escolhas erradas. É atraente e dominado pela esposa, Angélica. Quando vai para o Valle Encantado, se sente atraído por Brenda.
- Angélica (Chantal Andere) — É a principal vilã da história. Esposa de Renato, mulher de sentimentos ruins. Apenas se interessa por dinheiro e poder. Finge ser meiga e generosa, mas é mesquinha. Ela é mais nova que o enteado, Sérgio, e por dinheiro vai ficar contra o amor dele e Marimar.
- Pulguento — O cãozinho fiel de Marimar. Apesar de não falar durante a novela ele pensa em voz alta.
- Brenda (Frances Ondiviela) — Viúva, esperta, atraente, sagaz. Tem um relacionamento com Bernardo. Ela era prometida para se casar com Gustavo, mas a união não aconteceu. Queria a fortuna de Gustavo, mas ele deixa tudo para Bella Aldama. Ela queria destruir Bella  usando a intriga como seu principal  artifício. Depois se torna a principal aliada de Bella, e se converte na melhor amiga dela, chegando a salvar sua vida quando Natália tenta matá-la.
- Bernardo (Guillermo García Cantú) — Parceiro de Gustavo no Casino, e tem um relacionamento com Brenda. Ele e Brenda querem tirar Marimar do clube.
- Padre Torres (René Muñoz) — Conselheiro e bondoso, ajuda Marimar em suas difíceis decisões. Ele foi quem, praticamente, levou Marimar até Gustavo.
- Natália Montenegro (Amairani) — É mimada e sempre teve tudo o que quer. Por capricho, decide afrontar Marimar apenas para ela não se casar com seu pai, Fernando e de tantos ciúmes quase atira em Marimar que é salva por Brenda.
- Fernando Montenegro (Ricardo Blume) — É solitário, porém autoritário eventualmente. Marimar pensa em se casar com ele, mas na verdade não o ama.
- Rodolfo San Genis (Marcelo Buquet) — Quer que Marimar seja sua esposa, porém, ela não o ama, e apesar disso, ele tenta forçá-la a todo custo.
- Perfecta (Martha Zamora) — Aliada de Angélica em seus planos contra Marimar. Sabe de muitos segredos da patroa, e assim como todos da família Santibañez, despreza Marimar.
- Antonieta (Kenia Gascón) — Irmã de Angélica e também faz Marimar sofrer, mas diferente da irmã é uma mulher boa, que se arrepende de tudo que fez a pobre e inocente menina. Se casa com Chuy, e daí em diante começa a suspeitar que Marimar tem um romance escondido com ele.
- Chuy López (Luis Gatica) — Fiel a Marimar, quase um irmão para ela. No passado, ele gostava de Marimar, mas esse interesse foi perdido, pois o rapaz sabia que o coração da doce menina pertencia a Sérgio, depois de um tempo se casa com Antonieta, irmã de Angélica e acha que a moça não deveria levar uma vida pobre.
- Estevão (Rafael del Villar) — Estevão é um rapaz solitário que tem o seu rosto direito todo cicatrizado e sempre é debochado por Bernardo e Brenda. Protege Gema a quem considera como uma irmã e sente ciumes do seu namorado Arthur. Após conhecer Marimar, ele se torna mais confiável, e ela lhe dá uma dica dizendo o que ele é de dentro para fora resolvendo ir para capital só para fazer uma plástica no rosto e após a cirurgia ele se torna um homem bonito só que desta vez começa a usar óculos e bigode. Após a cirurgia ele começa a trabalhar para San Genis e o incentiva a comprar a parte de Marimar no consórcio antes dela voltar para São Martin da Costa.

## Prêmios e Indicações

### Prêmio TVyNovelas 1995
| Categoria                                     | Nomeado(a)                                    | Resultado |
| --------------------------------------------- | --------------------------------------------- | --------- |
| Melhor Telenovela                             | Verónica Pimstein                             | Nomeada   |
| Melhor atriz protagonista                     | Thalía                                        | Nomeada   |
| Melhor ator protagonista                      | Eduardo Capetillo                             | Nomeado   |
| Melhor vilã                                   | Chantal Andere                                | Nomeada   |
| Melhor vilão                                  | Toño Infante                                  | Nomeado   |
| Melhor primeiro ator                          | Tito Guízar                                   | Nomeado   |
| Melhor atriz coadjuvante                      | Frances Ondiviela                             | Nomeada   |
| Melhor ator coadjuvante                       | Alfonso Iturralde                             | Nomeado   |
| Telenovela de maior rating nos Estados Unidos | Telenovela de maior rating nos Estados Unidos | Ganhadora |

### Prêmios ACE 1995
| Categoria      | Nomeado(a)       | Resultado |
| -------------- | ---------------- | --------- |
| Melhor direção | Beatriz Sheridan | Ganhadora |

## Versões
Marimar está baseada na radionovela La Indomable, escrita por Inés Rodena. Estas são as versões que foram feitas para transmissão na televisão:
- A versão original é a telenovela venezuelana La indomable, produzida em 1974 pela RCTV e dirigida por Juan Lamata. Protagonizada por Marina Baura e Elio Rubens.
- Televisa realizou em 1977 uma versão intitulada La venganza, produzida por Valentín Pimstein e dirigida por Rafael Banquells. Protagonizada por Helena Rojo e Enrique Lizalde.
- A Televisa realizou, em 1987, uma segunda versão intitulada Rosa salvaje, produzida por Valentín Pimstein e dirigida por Beatriz Sheridan. Protagonizada por Verónica Castro e Guillermo Capetillo.
- Em 2007, estreou-se nas Filipinas um remake intitulado Marimar, dirigido por Mac Alejandre e Joyce E. Bernal. Protagonizado por Marian Rivera e Dingdong Dantes.
- Em 2008, a Venevisión realizou uma adaptação intitulada Alma indomable. Protagonizada por Scarlet Ortiz e José Ángel Llamas.
- Em 2013, a Televisa realizou uma adaptação intitulada Corazón indomable, produzida por Nathalie Lartilleux. Protagonizada por Ana Brenda Contreras e Daniel Arenas.
- Em 2015, foi feito um segundo remake filipino, intitulado Marimar, dirigido por Dominic Zapata. Protagonizado por Megan Young e Tom Rodríguez.